# Jack contra lui Demongo
Jack contra lui Demongo este al douăzeci și treilea episod al serialului de desene animate Samurai Jack.

## Subiect
Aku îl invocă pe Demongo, unul dintre cei mai puternici slujitori ai săi, pentru a-i înrobi esența lui Jack, așa cum o făcuse și cu esențele altor mii de războinici.
Demongo îl înfruntă pe Jack într-un defileu secat, întrupând rând pe rând și aruncând asupră-i diverși războinici a căror esență o capturase. Jack îi învinge, dar esența lor se întoarce în Demongo, care apoi îi întrupează din nou. Realizând că nu poate continua așa la nesfârșit, Jack se agață de unul din fuioarele de fum ale unei esențe și pătrunde o dată cu ea în interiorul lui Demongo, unde găsește toate esențele încarcerate. După ce le eliberează, Demongo își pierde puterile și este ucis de războinicii pe care îi înrobise, acum readuși la viață.
Esența lui Demongo ajunge pe mâna lui Aku, care nu îl iartă și i-o distruge.